# Maféré
Maféré è una città, sottoprefettura e comune della Costa d'Avorio, situata nel dipartimento di Aboisso. Conta una popolazione di 34 760 abitanti (censimento 2014).